# Timo Vuorensola
Timo Vuorensola (Helsinki, 29 de noviembre de 1979) es un director de cine y actor finlandés. Ha dirigido las películas de la serie de Star Wreck, Star Wreck V: Lost Contact y Star Wreck: In the Pirkinning, creada por Samuli Torssonen. Vuorensola interpretó al Teniente Dwarf en dichas entregas, y dirigido la película de Iron Sky. También es el vocalista y cofundador de la banda industrial gótica Älymystö.

## Filmografía
- 1996: Star Wreck IV: The Kilpailu (como mezclador de sonido)
- 1997: Star Wreck V: Lost Contact (como actor y director)
- 2005: Star Wreck: In the Pirkinning (como sonidista, diseñador de sonido, actor y director)
- 2012: Iron Sky (como coguionista y director)
- 2014: I Killed Adolf Hitler (como director)
- 2019: Iron Sky: The Coming Race

## Premios y nominaciones
- En el 2012 por Iron Sky obtuvo los galardones como:
  - Ganador del Premio Pegasus y del Premio del Jurado Silver Méliès en el Festival Internacional de Cine Fantástico de Bruselas.
  - Nominado para el gran premio The Golden Raven, estatuilla en el FICFB.